# Бреј (Рона)
Бреј (фр. Breuil) насеље је и општина у источној Француској у региону Рона-Алпи, у департману Рона која припада префектури Вилфранш сир Саон.
По подацима из 2011. године у општини је живело 459 становника, а густина насељености је износила 81,53 становника/km². Општина се простире на површини од 5,63 km². Налази се на средњој надморској висини од 242 метара (максималној 391 m, а минималној 225 m).

## Демографија
| 1962. | 1968. | 1975. | 1982. | 1990. | 1999. | 2011. |
| ----- | ----- | ----- | ----- | ----- | ----- | ----- |
| 235   | 269   | 284   | 273   | 310   | 363   | 459   |

График промене броја становника у току последњих година